# Indococcus pipalae
Indococcus pipalae är en insektsart som beskrevs av Syed Irtifaq Ali 1967. Indococcus pipalae ingår i släktet Indococcus och familjen ullsköldlöss. Inga underarter finns listade i Catalogue of Life.